# Martrois
Martrois ist eine französische Gemeinde mit 61 Einwohnern (Stand: 1. Januar 2022) im Département Côte-d’Or in der Region Bourgogne-Franche-Comté. Sie gehört zum Kanton Arnay-le-Duc und zum Arrondissement Beaune. 
Sie grenzt im Norden an Soussey-sur-Brionne, im Nordosten an Grosbois-en-Montagne, im Südosten an Civry-en-Montagne, im Süden an Bellenot-sous-Pouilly und im Westen an Éguilly.

## Siehe auch

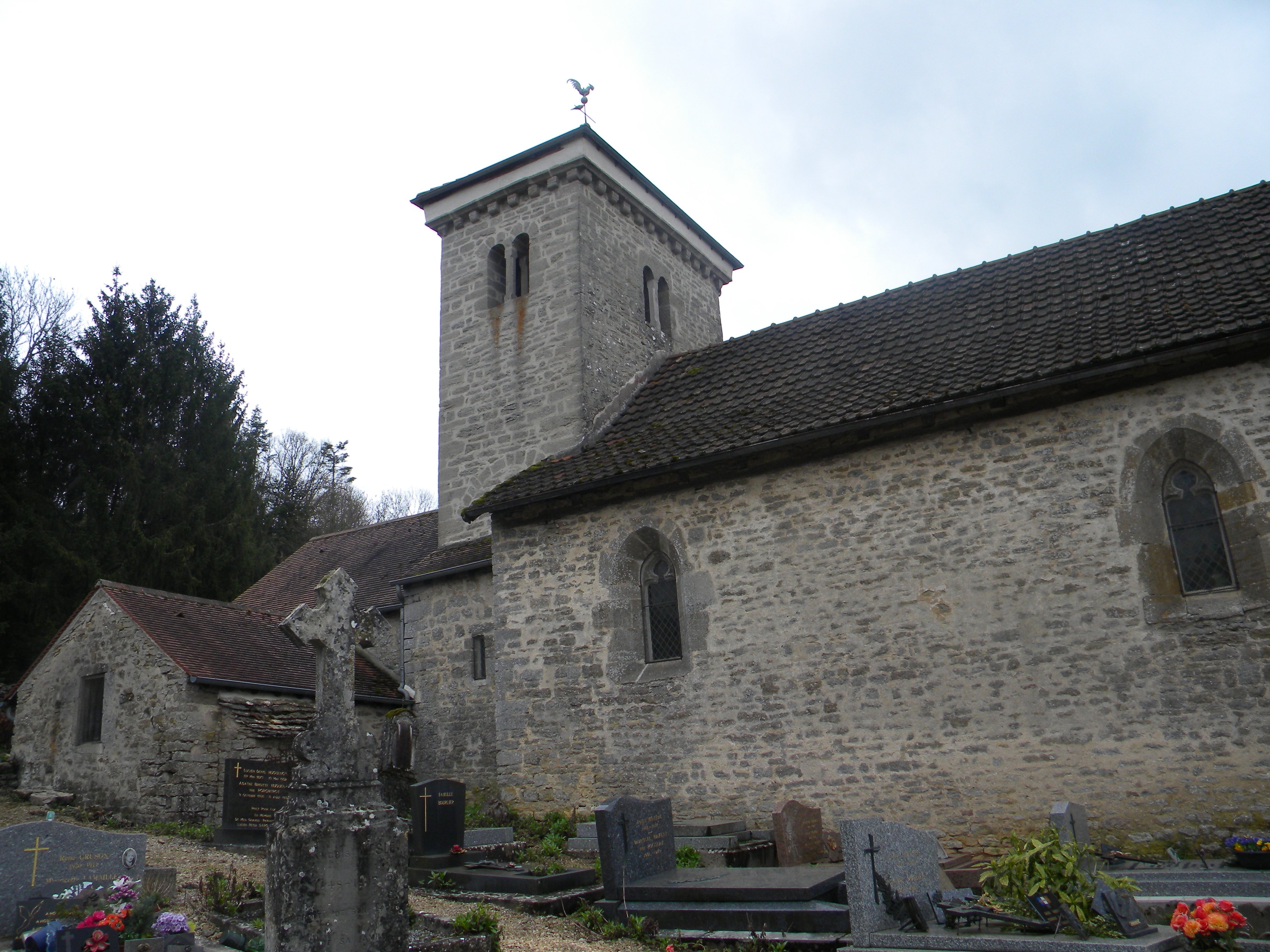
Geburts-Kirche (Église de la Nativité)

## Bevölkerungsentwicklung
| Jahr                       | 1962 | 1968 | 1975 | 1982 | 1990 | 1999 | 2008 | 2016 |
| -------------------------- | ---- | ---- | ---- | ---- | ---- | ---- | ---- | ---- |
| Einwohner                  | 50   | 43   | 45   | 44   | 60   | 73   | 56   | 63   |
| Quellen: Cassini und INSEE |      |      |      |      |      |      |      |      |